# Банах, Стефан
Сте́фан Ба́нах (пол. Stefan Banach; род. 30 марта 1892, Краков, Австро-Венгрия — 31 августа 1945, Львов, УССР, СССР) — польский математик, профессор Университета Яна Казимира (1924), декан физико-математического факультета Львовского университета (1939).
Член Польской АН. Один из создателей современного функционального анализа и львовской математической школы.

## Биография
Родился в семье Стефана Гречека и Катажины Банах, уроженцев южно-польской провинции Подгалье. Его отец был рядовым и не имел права жениться, а мать была слишком бедной, чтобы содержать ребёнка, поэтому ранние годы Банах провёл со своей бабушкой (матерью его отца).
После обучения в IV Краковской гимназии (1902—1910) поступил на факультет машиностроения Львовской политехнической школы. В 1911 году перевёлся на факультет инженерии по специальности «Сухопутная инженерия», где закончил четвёртый (1913—1914) учебный год.
В 1920 году он женился на Люции Браус. У них родился сын Стефан (1922—1999), ставший нейрохирургом.
С 1920 до 1922 года работал ассистентом на кафедре математики Львовской политехники у профессора Антония Ломницкого. Опубликовал ряд научных трудов. В 1920 году защитил диссертацию на степень доктора философии. С 1922 года занимал должность профессора и заведующего второй кафедрой математики, а с 1927 года — заведующего отдельной кафедрой Львовского университета. В 1924 году был избран членом-корреспондентом Польской академии знаний.
С марта 1939 года до конца жизни в 1945 году — президент Польского математического общества (член-основатель ПМТ с 1919, в 1932—1936 — вице-президент), член-корреспондент АН УССР. (При подготовке в 2017 году к 125-й годовщине Банаха и тщательном изучении архивов НАНУ было обнаружено, что Банах, вопреки источникам советского времени, не был членом-корреспондентом АН УССР.) Лауреат большой премии Польской академии знаний (1939).
В 1939 году, после присоединения Западной Украины к СССР, занял должность декана физико-математического факультета Львовского университета и одновременно находился на руководящей работе в Институте математики АН УССР (Львовский филиал); также некоторое время по совместительству заведовал кафедрой теоретической механики Львовского политехнического института. В 1940 году был избран депутатом Львовского городского совета.
В годы немецкой оккупации Львовский университет был закрыт, Банах оказался в тюрьме, но довольно быстро был выпущен и сумел устроиться на работу «кормителя вшей» на завод по производству противотифозной вакцины при институте по исследованию тифа под руководством профессора Рудольфа Вайгля. Это была одна из немногих возможностей для Банаха получить работу в оккупированном Львове, дающая также защиту от возможных репрессий со стороны оккупантов. Вместе с Банахом «кормителями вшей» работали многие другие представители польской интеллигенции и польские подпольщики.
После освобождения Львова вновь возглавил физико-математический факультет Львовского университета и помогал в его восстановлении, но при этом рассматривал возможность переезда в Краков, где ему была предложена кафедра в Ягеллонском университете.

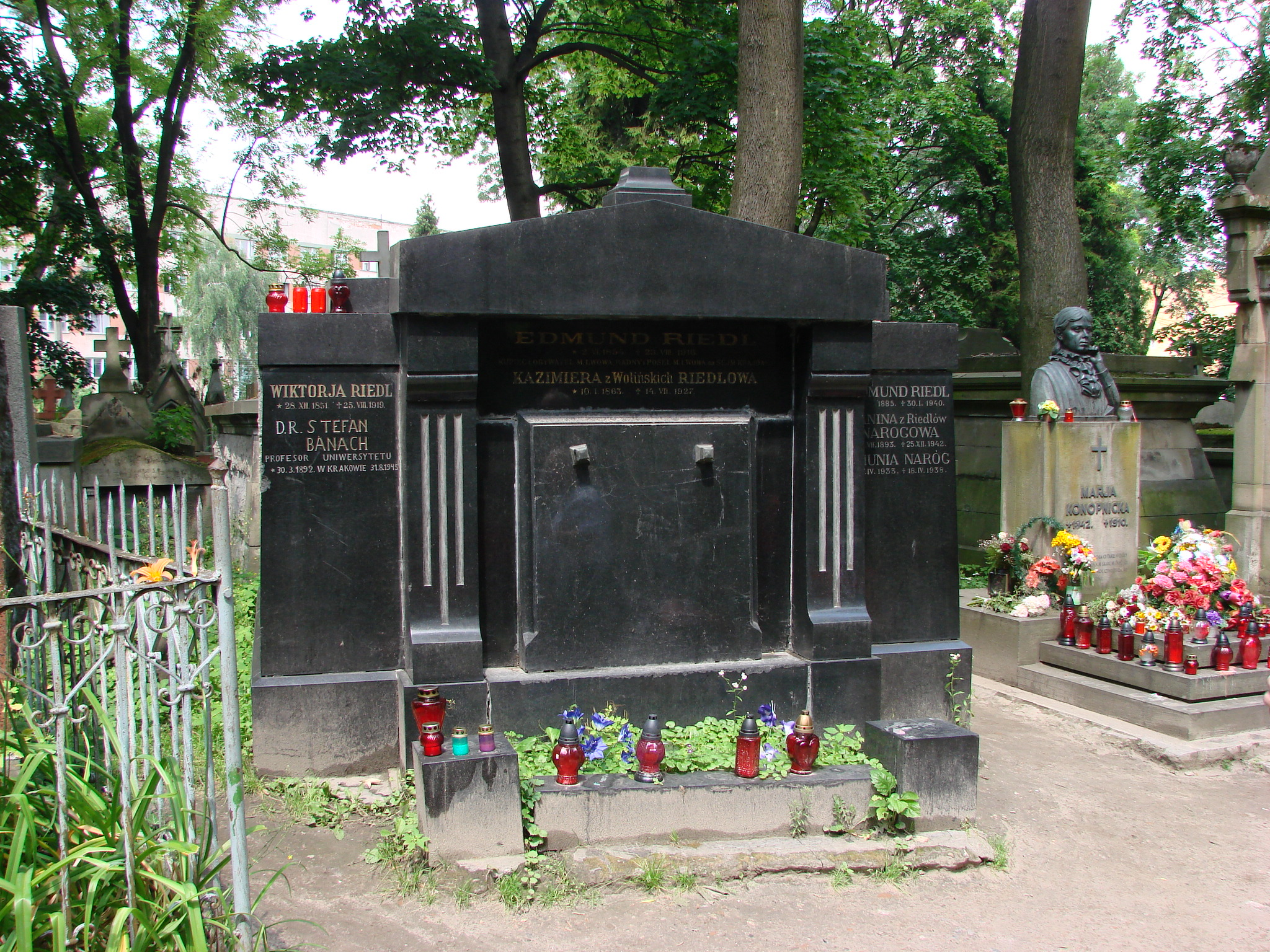
Могила Стефана Банаха на Лычаковском кладбище во Львове

Его также рассматривали как кандидата на должность министра образования Польши, но болезнь (рак лёгких), диагностированная в январе 1945 года, и смерть в августе того же года помешали осуществлению этих планов. Похоронен в склепе семьи Редлов на Лычаковском кладбище. В 1946 году именем Банаха названа одна из улиц Львова.

## Научная деятельность
Банах о математиках:
Математик — это тот, кто умеет находить аналогии между утверждениями, лучший математик — тот, кто устанавливает аналогии доказательств, более сильный математик — тот, кто замечает аналогии теорий; но можно представить себе и такого, кто между аналогиями видит аналогии.
Доказал теорему об открытом отображении. Выдвинул гипотезу (гипотеза Банаха): всякое сепарабельное банахово пространство имеет счётный базис. Эта гипотеза была опровергнута П. Энфло в 1973 году.

## Увековечивание памяти о Банахе
Польское математическое общество основало премию имени Банаха (1946), его именем названы улицы многих городов.
В 1972 году создан Международный математический центр имени Стефана Банаха при Институте математики Польской Академии наук, а в 1992 году, к столетию рождения Банаха, утверждена Медаль имени Банаха за особые заслуги в области математических наук.

## Труды
- Rachunek różniczkowy i całkowy (tom 1), wyd. Zakład Narodowy im. Ossolińskich, Lwów, 1929, s. 294 (пол.)
- Rachunek różniczkowy i całkowy (tom 2), wyd. Książnica-Atlas, Lwów-Warszawa, 1930, s. 248 (пол.)
- Teoria operacji. Tom I: Operacje liniowe, wyd. Kasy im. Mianowskiego Instytutu Popierania Nauki, Warszawa, 1931, s. VIII + 236 (пол.)
- Théorie des opérations linéaires, Warszawa, 1932 (фр.)
- Banach S. Mechanika (пол.). — Warszawa-Lwów-Wilno, 1938.
- Banach S. Mechanics (англ.). — Warszawa-Wrocław, 1951.
- Banach S. Wstęp do teorii funkcji rzeczywistych (пол.). — Warszawa-Wrocław, 1951.
- Banach S. Œuvres. — Warszawa: PWN, 1967. — Т. 1.
- Banach S. Œuvres. — Warszawa: PWN, 1979. — Т. 2.
- Банах С. Дифференциальное и интегральное исчисление = Rachunek różniczkowy i całkowy / Перевод с польского и редакция С.И. Зуховицкого. — Издание 2-е, исправленное и дополненное. — М.: Наука, 1966. — 437 с. (недоступная ссылка)
- Банах С. Курс функціонального аналізу (лінійні операції) (укр.). — Киев: Радянська школа, 1948. — 424 с.